# Ramsthal
Ramsthal è un comune tedesco di 1 207 abitanti, situato nel land della Baviera.